# Fashion Show Mall
Fashion Show Mall – centrum handlowe złożone z ponad 250 sklepów, położone przy bulwarze Las Vegas Strip w Paradise, w stanie Nevada. Stanowi własność korporacji General Growth Properties. Zajmując powierzchnię 175.415 m², Fashion Show Mall jest jednym z największych centrów handlowych na świecie.
Fashion Show Mall, w przeciwieństwie do między innymi The Crystals lub The Forum Shops, składa się zarówno z luksusowych butików, jak i sklepów sieciowych, cenowo odpowiednich dla przeciętnych gości obiektu.
W obiekcie znajduje się wybieg, na którym w każdy weekend odbywają się pokazy mody. W okresach zimowych wewnątrz centrum odbywają się "śnieżyce", a stałym gościem Fashion Show Mall jest Święty Mikołaj, który często pojawia się na wybiegu w towarzystwie elfich pomocników. 
W Fashion Show Mall znajduje się kilka restauracji, z których część posiada prywatne wejścia i windy, dzięki czemu mogą działać nawet wtedy, gdy całe centrum jest zamknięte. 

## Historia
Fashion Show Mall zostało otwarte w 1981 roku, a w jego skład pierwotnie wchodziły: Dillard's, Bullock's, Goldwaters, Neiman Marcus oraz Saks Fifth Avenue. Oryginalnym właścicielem centrum handlowego była Rouse Company, jednak w 2004 roku firma stała się własnością korporacji General Growth Properties.
W 2003 roku Neiman Marcus zwiększył swoją powierzchnię z 9.500 m² do 15.000 m², podobnie jak Macy's i Robinsons-May. Z kolei Saks Fifth Avenue oraz Dillard's przeniosły swoje lokale do zachodniej części centrum. Do użytku oddano nowe zachodnie skrzydło, które zawierało 46.000 m² dodatkowej przestrzeni. Na tym obszarze otwarte zostały butiki Bloomingdale's Home i Nordstrom. Z kolei w lipcu 2010 roku, w zachodnim skrzydle swoją siedzibę utworzył Forever 21; jest to jednocześnie największy sklep sieci w Stanach Zjednoczonych.

## "Anchor stores"
"Anchor stores", czyli sklepy siedmiu głównych, największych najemców w Fashion Show Mall obejmują:
- Bloomingdale's Home; otwarty w 2002 roku, jedyny sklep marki w stanie Nevada, zajmuje 9.000 m²
- Dillard's; w obecnym lokalu od 2002 roku, zajmuje 19.000 m²
- Forever 21; otwarty w 2010 roku, największy sklep marki w Stanach Zjednoczonych
- Macy's; otwarty w 1996 roku, zwiększył powierzchnię w 2002 roku, zajmuje 19.000 m²
- Neiman Marcus; otwarty w 1981 roku, zwiększył powierzchnię w 2002 roku, jedyny sklep marki w Nevadzie, zajmuje 15.500 m²
- Nordstrom; otwarty w 2002 roku, jedyny sklep marki w Nevadzie, zajmuje 19.000 m²
- Saks Fifth Avenue; w obecnym lokalu od 2002 roku, jedyny sklep marki w Nevadzie, zajmuje 15.400 m²

## Restauracje
- California Pizza Kitchen
- El Segundo Sol
- Johnny Rockets
- Maggiano's Little Italy
- NM Cafe
- Nordstrom E-Bar
- Nordstrom Marketplace Cafe
- RA Sushi
- Stripburger
- The Capital Grille

## Galeria

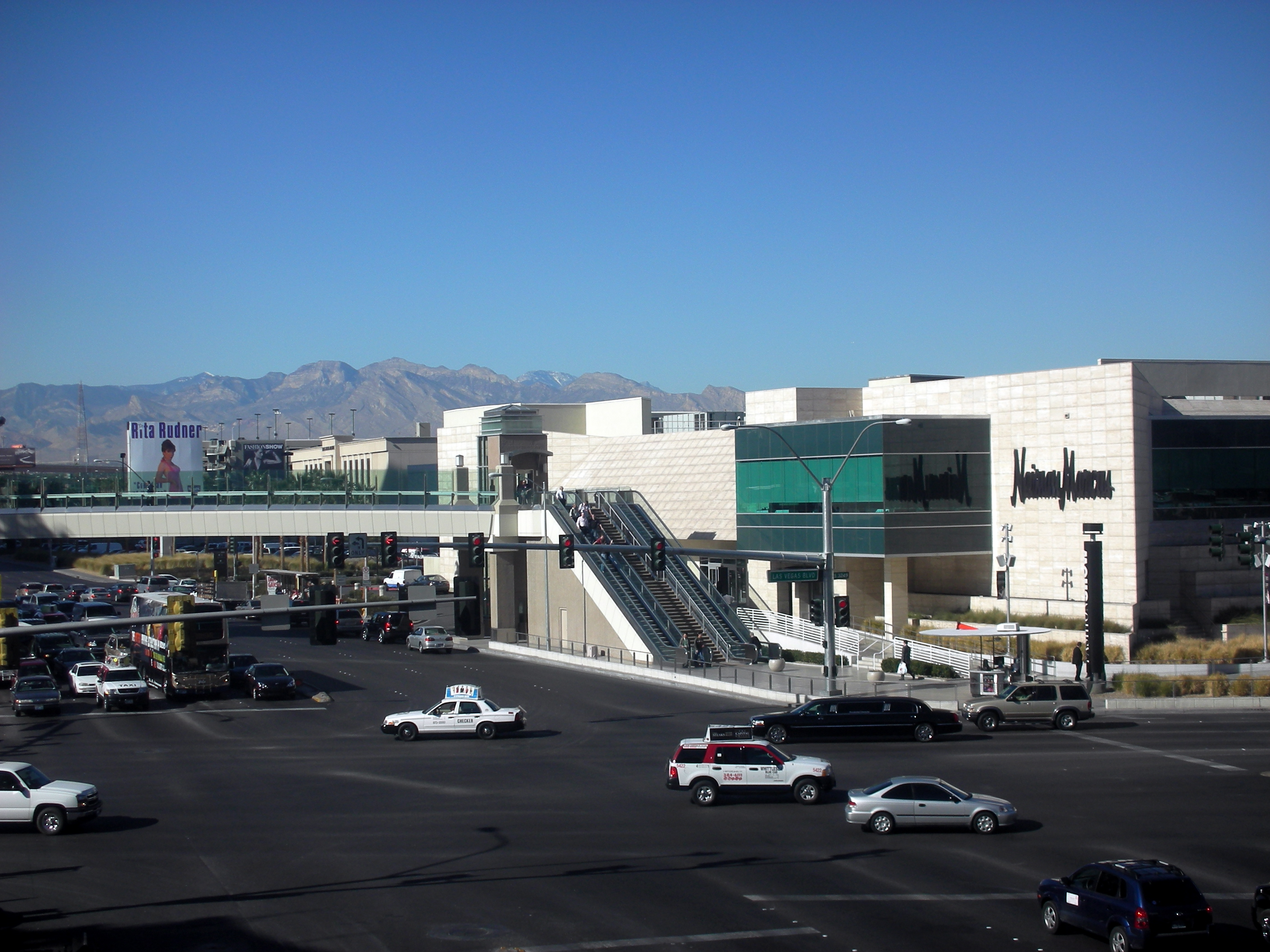
Neiman Marcus w Fashion Show Mall
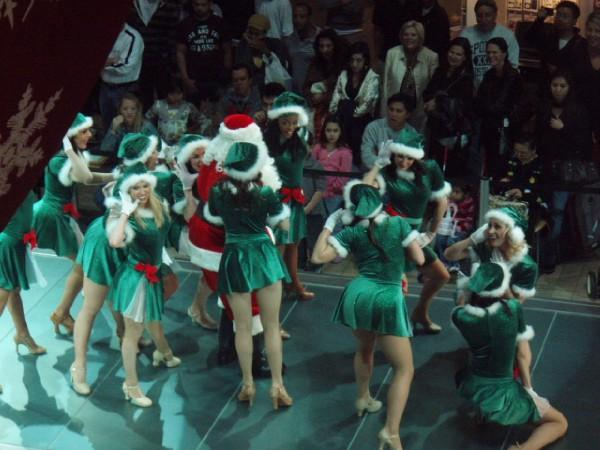
Święty Mikołaj w towarzystwie elfów na wybiegu w Fashion Show Mall
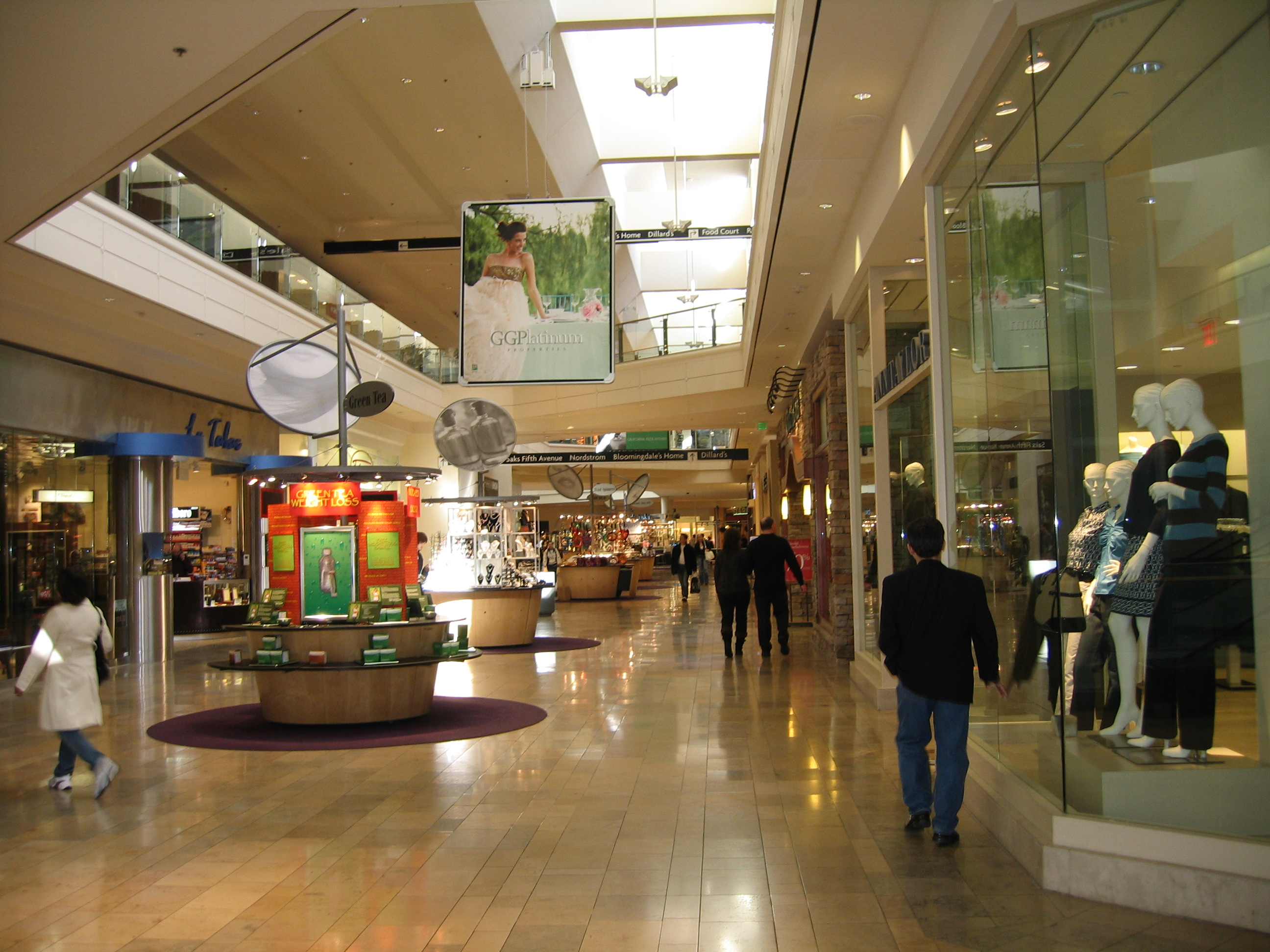
Wnętrze Fashion Show Mall
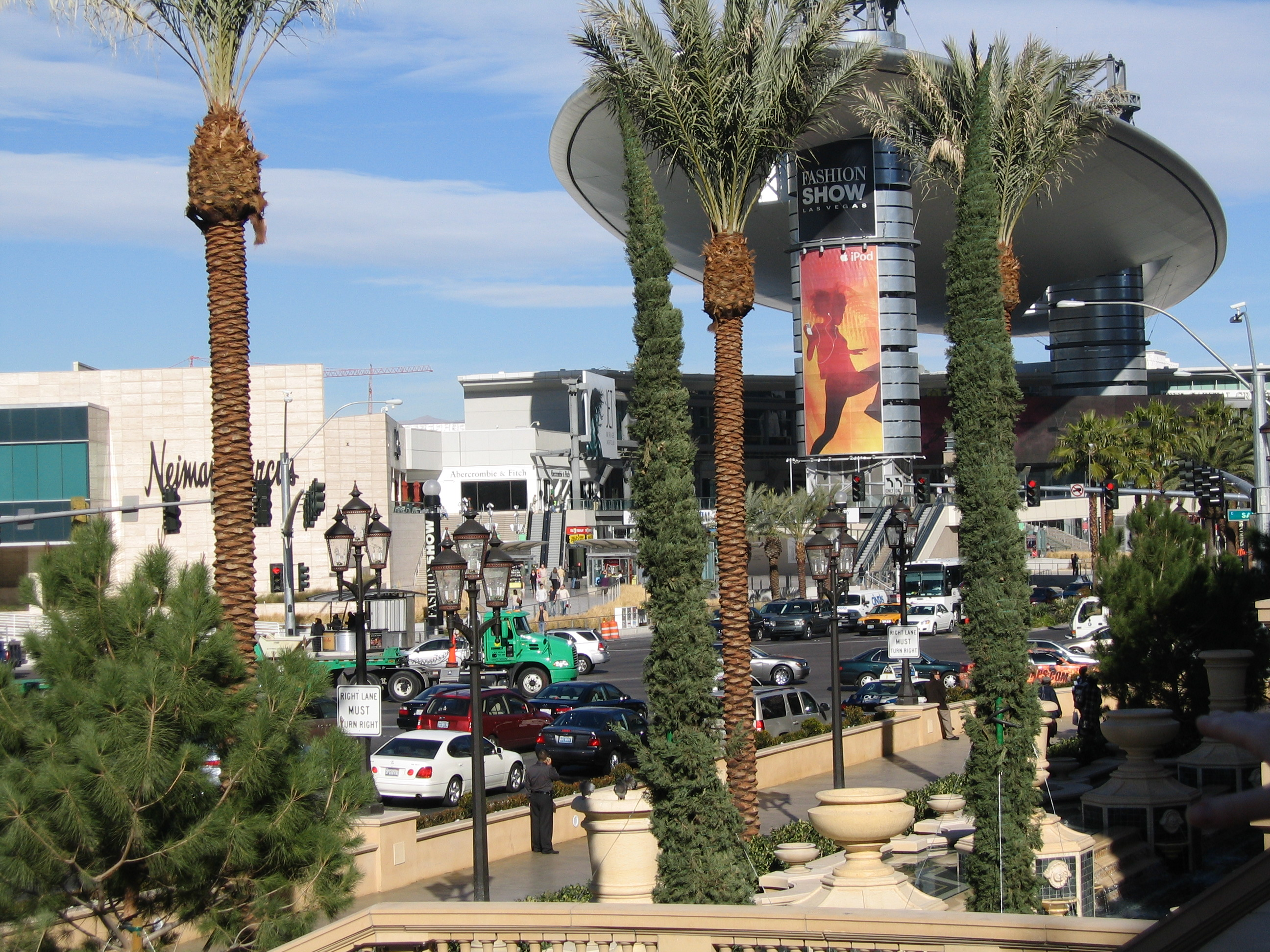
Fashion Show Mall widziany